# Прайм-тайм
Прайм-тайм (англ. prime-time «наиболее удобное, лучшее время») — время наиболее активного просмотра телевидения и прослушивания радио в течение суток.
Обычно реклама в это время стоит намного дороже, нежели в другое время. Также телеканалы стараются ставить в сетку вещания наиболее рейтинговые передачи.
В России, на национальном (федеральном) телевидении, в будние дни, обычно телевизионная часть дня с 19:00 до 22:00, в выходные с 8:00 до 23:00. На радио бывает утренний прайм-тайм, дневной и также вечерний и ночной. Самое распространенное деление прайм-тайма:
- утренний — с 6:30 до 10:00;
- дневной — с 12:00 до 14:00;
- вечерний — с 16:00 до 21:00.
- ночной — с 21:00 до 6:30

Однако, в зависимости от формата радиостанции, время самого активного прослушивания станции может отличаться. На него также влияет и время года. Принято считать, что летом радио слушают дольше, ибо дольше находятся в местах активного отдыха, на природе и просто вне дома.